# Johan Nissinen
Johan Harry Nissinen, född 17 maj 1989 i Värnamo, är en svensk politiker. Han var riksdagsledamot 2014–2018, invald för Skåne läns norra och östra valkrets. Nissinen var därefter europaparlamentariker för Sverigedemokraterna 2022–2024.

## Biografi
Nissinen studerar ekonomi vid Linnéuniversitetet i Växjö. 

### Politisk karriär

#### Sverigedemokraterna
År 2011 blev Nissinen invald som ledamot i Sverigedemokraterna Finnvedens styrelse och samma år blev han också Jönköpings läns första distriktsordförande, vilket han fortfarande är. Nissinen blev 2010 invald i kommunfullmäktige i Värnamo kommun vid 21 års ålder och 2014 återvald, då han fick 22 procent av Sverigedemokraternas röster i kommunvalet. 2014 invaldes han i landstingsfullmäktige i Jönköpings län. Han blev personvald för valkretsen Vaggeryd-Värnamo. Nissinen avsade sig uppdraget i landstingsfullmäktige eftersom han också blev invald i riksdagen.
Nissinen blev 2014 invald i Sveriges riksdag för Skåne läns norra och östra valkrets. I riksdagen var han suppleant i näringsutskottet, EU-nämnden, finansutskottet och utrikesutskottet.
Nissinen var också ledamot i Europarådets svenska delegation 2016–2018. Nissinen var där ordinarie ledamot i kommittén för kultur, vetenskap, utbildning och media, samt ersättare i Kommittén för migration, flyktingar och fördrivna personer.
Efter riksdagsvalet 2022 ersatte han Jessica Stegrud som Europaparlamentariker.

#### Partiet Folklistan
Inför Europaparlamentsvalet 2024 petades han från toppen och placerades på tolfte plats på Sverigedemokraternas vallista. Den 2 maj 2024 meddelade partiet Folklistan att de värvat Nissinen inför EU-valet 2024. Folklistan fick dock inga mandat.